# 마이데일리
마이데일리(mydaily)는 대한민국의 인터넷 신문이다. 2003년 9월 미디어 콘텐츠를 제작하는 (주)자스민플래닝 자회사로 설립돼 2004년 11월 편집국을 출범, 창간했다. 2006년에는 롯데관광개발에 인수됐다.
초기에는 연예 스포츠 전문 온라인 기사에 특화해 다뤘고, 허가는 종합 인터넷으로 받았다. 종합 인터넷 언론사를 표방하며 산업 경제 금융 증권 유통 IT 중기 제약바이오 사회 등 취재 전반을 다룬다.
2025년 5월 경제 뉴스를 강화한 <마이데일리 BIZ>가 출범했다. 연예·스포츠 분야 강점과 경제분야 시너지를 극대화해 더욱 차별화된 기사로 독자들을 공략하고 있다.